# Хавајски језик
Хавајски језик (хав. ʻŌlelo Hawaiʻi) је један од малајско-полинезијских језика из породице аустронезијских језика. Хавајски је, уз енглески, службени језик на Хавајима.
Хавајски је био доминантан језик на Хавајима пре америчке анексије 1898. Због имиграције и употребе енглеског језика у школама, хавајски је постао угрожени језик. Само за око 2.000 особа је хавајски матерњи језик, али више од 24.000 особа може да га говори (попис 2011). UNESCO хавајски језик класификује као критично угрожени језик.
Хавајско писмо као и српска ћирилица је јединствено по томе што за један глас постоји један знак и обратно.
Хавајска абецеда садржи само 12 слова а то су:A,E,I,O,U/Самогласници/ H, K, L, M, N, P, W/Сугласници/.
Реч „вики“, по којем је Википедија добила име, значи „брзо“ на хавајском.